# الجانب المعجمي
الجانب المعجمي أو aktionsart (تُلفظ بالألمانية: [ʔakˈtsi̯oːnsˌʔaɐ̯t] ، الجمع aktionsarten ‎[ʔakˈtsi̯oːnsˌʔaɐ̯tn̩]‏) للفعل هو جزء من الطريقة التي يتم بها بناء هذا الفعل هو هيكل بالنسبة للوقت. أي حدث أو حالة أوطريقة أو إجراء يعبر عنه الفعل - بشكل جماعي، أي احتمال - وقد يقال أيضًا أن له نفس الجانب المعجمي. ويتميز الجانب المعجمي عن الجانب النحوي: الجانب المعجمي هو خاصية (دلالية)متأصلة للإحتمال، في حين أن الجانب النحوي هو خاصية (نحوية أو صرفية) للإدراك.أما الجانب المعجمي ثابت، في حين يمكن تغيير الجانب النحوي وفقًا لأهواء المتحدث.
على سبيل المثال، يختلف تناول التفاحة عن الجلوس في أن هناك نقطة نهاية طبيعية أو استنتاج لأكل تفاحة. وهناك وقت ينتهي فيه من الأكل أومنتهى أوتم الانتهاء منه. على النقيض من ذلك، يمكن أن يتوقف الجلوس فقط: إذا لم نضيف المزيد من التفاصيل، وهو أقل منطقية حينما نقول أن شخصًا «انتهى» من الجلوس أكثر من أن يقول إنه «توقف» عن الجلوس. هذا هو تمييز الجانب المعجمي بين الأفعال. ويطلق على الأفعال التي لديها نقاط النهاية الطبيعية «تيليك» (من اليونانية القديمة غاية أخيرة، نهاية)؛ أولئك الذين لا يسمون «أتليك».

## التصنيفات
صنف Zeno Vendler (1957) الأفعال إلى أربع فئات: والتي تعبر عن «النشاط» و «الإنجاز» و «الحالة». وتتميز الأنشطة والإنجازات عن الإنجازات والحالات التي تنص على أن الأول يسمح باستخدام الجوانب المستمرة والتقدمية. الأنشطة والإنجازات يتم تمييزها عن بعضها البعض من خلال الحدود: لا تحتوي الأنشطة على نقطة مقصودة (نقطة قبلها حدث النشاط وبعد ذلك لا يمكن أن تستمر - على سبيل المثال «رسم جون دائرة») في حين أن الإنجازات تحتوي على ذلك. من الإنجازات والحالات، تكون الإنجازات فورية بينما الحالات تكون متقاربة. ويتم تمييز الإنجازات الهادفة والإنجازات عن بعضها البعض حيث يتم تحقيق الإنجازات الهادفة على الفور (مثل «الاعتراف» أو «البحث») في حين تقترب الإنجازات من نقطة النهاية بشكل متزايد (كما في «رسم صورة» أو «بناء منزل»).
أدرج برنارد كومري في مناقشته للجانب المعجمي،(1976) فئة الأحداث إلى شبه النشطة أو الدقيقة مثل «العطس». أقسامه من الفئات كما يلي: الحالات والأنشطة والإنجازات طويلة المدى، في حين أن الإنجازات الشبه المنضبطة والإنجازات دقيقة. من بين الأفعال الإيمائية، تكون الحالات فريدة لأنها لا تنطوي على أي تغيير، والأنشطة غير فعالة (أي ليس لها «نقطة مقصودة») في حين أن الإنجازات هي تيليك telic. من الأفعال المحددة في المواعيد، تكون العوامل شبه الذاتية مبتذلة، والإنجازات هي تيليك telic. يوضح الجدول التالي أمثلة على الجانب المعجمي في اللغة الإنجليزية التي تنطوي على التغيير (مثال للحالة هو «اعرف»).
|       | في الموعد المحدد | دوراني           |
| ----- | ---------------- | ---------------- |
| Telic | إنجاز (لإطلاق)   | إنجاز (يغرق)     |
| عتيق  | شبه فعال (للطرق) | نشاط (على المشي) |
| ثابتة |                  | حالة (ليعرف)     |

تصنيف آخرالذي وصفه موينس وستيدمان بناء على فكرة نواة الحدث 
|          | نواة الحدث   | نواة الحدث | نواة الحدث          |
|          | تحضيري مرحلة | تتويج حدث  | يترتب على ذلك مرحلة |
| -------- | ------------ | ---------- | ------------------- |
| شبه فعال |              |            |                     |
| حالة     |              |            |                     |
| نشاط     |              |            |                     |
| إنجاز    |              |            |                     |
| إنجاز    |              |            |                     |